# Concert in the Park
Concert in the Park är Paul Simons andra livealbum, utgivet i november 1991. Albumet spelades in under en gratiskonsert i Central Park i New York den 15 augusti 1991, nästan exakt tio år efter Simon & Garfunkels berömda återföreningskonsert. Fem av låtarna härrör från Simon & Garfunkel-epoken, resten är från soloåren. Folkmassan uppskattades till 750 000 personer.
Konserten finns även utgiven på VHS, men där saknas låten "Cecilia". Även ett extranummer av låten "You Can Call Me Al", där Chevy Chase (som medverkade i den officiella musikvideon till låten) är med på scenen och låtsas spela saxofon tillsammans med Paul Simon, saknas på VHS-utgåvan.  
Albumet nådde Billboardlistans 74:e plats.

## Låtlista
Samtliga låtar skrivna av Paul Simon förutom där annat anges.

### CD 1
1. "The Obvious Child" - 4:38
2. "The Boy in the Bubble" (Forere Motloheloa/Paul Simon) - 5:59
3. "She Moves On" - 6:25
4. "Kodachrome" - 4:13
5. "Born at the Right Time" - 5:12
6. "Train in the Distance" - 4:45
7. "Me and Julio Down by the Schoolyard" - 3:13
8. "I Know What I Know" (General M.D. Shirinda/Paul Simon) - 4:44
9. "The Cool, Cool River" - 5:40
10. "Bridge over Troubled Water" - 5:16
11. "Proof" - 5:39

### CD 2
1. "The Coast" (Vincent Nguini/Paul Simon) - 7:04
2. "Graceland" - 5:30
3. "You Can Call Me Al" - 5:10
4. "Still Crazy After All These Years" - 3:42
5. "Loves Me Like a Rock" - 2:53
6. "Diamonds on the Soles of Her Shoes" (Joseph Shabalala/Paul Simon) - 9:30
7. "Hearts and Bones" - 6:17
8. "Late in the Evening" - 4:44
9. "America" - 3:22
10. "The Boxer" - 4:18
11. "Cecilia" - 3:24
12. "The Sound of Silence" - 5:44